# فادوما سارجيل
فادوما سارجيل (فادوما سارجيل غارين) كانت أميرة صومالية من بيت غارين وهي السلالة الحاكمة لسلطنة أجوران. حكمت السلطنة على أجزاء كبيرة من القرن الأفريقي خلال العصور الوسطى. كانت سارجيل أيضًا أم أبغال غارين.